# Ieu Koeuss
Ieu Koeuss także Ieu Konus (ur. 1905, zm. 14 stycznia 1950) – kambodżański polityk.
Działał w założonej przez księcia Sisowatha Yuthevonga Partii Demokratycznej. Pełnił funkcję przewodniczącego Zgromadzenia Narodowego. 20 września 1949 stanął na czele rządu. Premierem był do 29 września 1949.
Zginął w zamachu.